# All Inclusive (2023)
All Inclusive is een Nederlandse film uit 2023 bedacht door acteur Tibor Lukács. De film werd geregisseerd door Aniëlle Webster en ging op 16 maart 2023 in première.

## Verhaal
Jacco, Sylvie en de kinderen gaan op vakantie naar een all inclusive resort op Bonaire. Bij aankomst op Bonaire vertelt Sylvie aan Jacco dat ze een pauze in hun relatie wil. Ondertussen doet dochter Loïs er alles aan om door resortmanager Rogee ontmaagd te worden en zoon Bink is verliefd op resortmedewerkster Jackie, die geen interesse in hem lijkt te hebben.

## Rolverdeling
| Acteur                          | Personage         | Opmerking     |
| ------------------------------- | ----------------- | ------------- |
| Tibor Lukács                    | Jacco             | vader         |
| Jennifer Hoffman                | Sylvie            | moeder        |
| Aiko Mila Beemsterboer          | Loïs              | dochter       |
| Bing van Son                    | Bink              | zoon          |
| Sara Afiba                      | Jackie            |               |
| Matthijs van de Sande Bakhuyzen | Serge             |               |
| Thijs Boermans                  | Rogee             | resortmanager |
| Jochum ten Haaf                 | Bob               |               |
| Manoushka Zeegelaar Breeveld    | Mercedes          |               |
| Sheila Payne                    | Luisa             |               |
| Frank Lammers                   | Frans             |               |
| Tine Cartuyvels                 | Anne Fleur        |               |
| Suzanne Kok                     | omroepster Resort |               |

## Achtergrond
De film werd bedacht door acteur Tibor Lukács en geschreven door Dorien Goertzen en Richard Kemper. Lukács vertolkte tevens een van de hoofdrollen in de film, naast onder andere Jennifer Hoffman, Aiko Beemsterboer, Bing van Son en Thijs Boermans.
De opnames van de film gingen eind maart 2022 van start in Bonaire en werd binnen een maand afgerond onder leiding van regisseuse Aniëlle Webster. Actrice Hadewych Minis zong voor de film een cover van het nummer Don't You in.
All Inclusive ging op 16 maart 2023 in première. Twee weken later, op 30 maart 2023, werd de film bekroond met een Gouden Film voor het behalen van 100.000 bezoekers.